# Ilisha pristigastroides
Ilisha pristigastroides är en fiskart som först beskrevs av Pieter Bleeker 1852.  Ilisha pristigastroides ingår i släktet Ilisha och familjen Pristigasteridae. Inga underarter finns listade i Catalogue of Life.